# فرانسيسكو غوتي
فرانسيسكو غوتي (بالإيطالية: Francesco Gotti)‏ هو مجدف إيطالي، ولد في 1923 في بيرغامو في إيطاليا.

## وصلات خارجية
- فرانسيسكو غوتي على موقع الاتحاد الدولي للتجديف (الإنجليزية)
- فرانسيسكو غوتي على موقع أوليمبيديا (الإنجليزية)